# 정한론
정한론(일본어: 征韓論 세이칸론[*]) 또는 정조론(征朝論)은 19세기 말 당시, 일본이 조선을 정벌해야 한다는 사상 또는 신념이다. 1870년대의 일본 군국주의자에게서 나왔으나 1884년 갑신정변 실패 이후에는 조선에 호의적이던 인사들에게서도 정한론이 대두되었다.

## 배경
처음에는 정조론(征朝論)이라 불렀으나, 朝(조)가 “조정”(곧 일본 왕)을 뜻한다고 오해를 살 수 있다고 여겼으므로, 정한론으로 바뀌었다.
막말부터 메이지 시대 초기에 당시 정부의 수뇌인 사이고 다카모리, 이타가키 다이스케, 에토 신페이, 고토 쇼지로, 소에지마 다네오미 등에 의해 주장된, 무력을 이용해 조선을 정벌하자는 정책이다.
에도 시대 후기부터 고대 일본이 한반도를 지배했다고 주장하는 것이나, 고쿠가쿠이나 수호학의 일부나 요시다 쇼인 등이 주창하는 것을 통해 존왕양이 운동의 정치적 주장으로도 이용되었다.
정한론이 대두한 것은, 메이지 유신을 전후로 하여 일본 내에서 일어나고 있는 여러 가지 문제의 해결책이나 성장의 방법으로서, 이를 밖으로 내보내기 위한 전쟁이 논의되기 시작되었다. 이것을 일본의 제국주의적 침략의 시발이라고도 할 수 있으며, 초기의 정한론에 반대하던 이들 또한 근대화가 일정 부분 진행된 이후에는 제국주의적 침략을 고려·진행하였다.

## 초기의 정한론

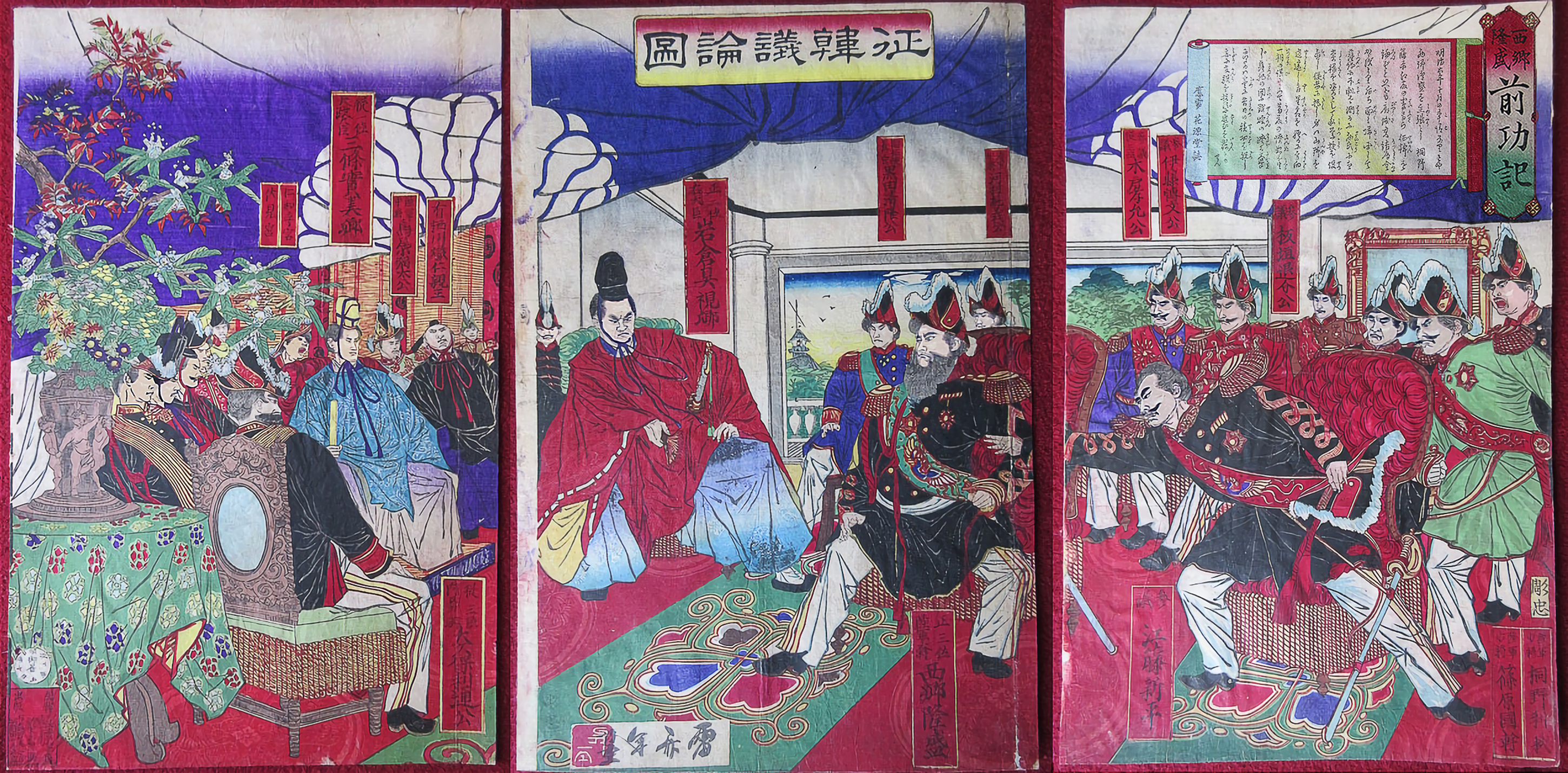
정한 토론 그림

초기의 정한론은 일본의 부국강병론적 군국주의자들에게서 등장하였다.
표면적으로는 메이지 유신 이후에 쓰시마섬을 개입시켜 조선에 대해, 왕정복고를 한 신정부의 발족을 통고하고 개국을 강요하는 국교 교섭을 시도했지만 당시 흥선대원군의 집권 아래 쇄국정책과 척외정책을 지향하던 조선 정부는 외교문서가 종전과 달리 고종을 격하는 등 당시 외교 관례에 어긋난다며 개수를 요구하고 사신의 접견을 거부하는 등 국교 교섭에 난항이 거듭되자 이를 계기로 일본 내에서 정한론이 수면 위로 부상했다. 1870년(메이지 3년; 고종 7년)에는 사다 하쿠보(佐田白茅)가 조선을 방문한 후 일본으로 돌아가 강경하고도 구체적인 정한론의 건백서(建白書)를 제출하는 등 정한론이 유력하게 대두하였다.
1872년에는 외무대신 하나부사 요시모토가 군함을 이끌고 부산에 도착했지만, 조선 측은 일본의 사신이 군함을 이끌고 온 것에 대해 문제를 삼았으며, 수개월간 체류하였지만 아무런 소득을 얻지 못했다. 한편 조선 정부는 부산 등지에서 성행하는 일본 상인들의 밀무역을 방지하기 위한 전령서를 내렸는데 이것이 일본 정부를 자극하였다. 특히 사이고 다카모리는 무력 침공을 주장하고 스스로 책임을 맡겠다고 자원하였다. 1873년 8월에 메이지 정부는 사이고 다카모리 등을 사절로 파견하기로 결정했지만, 같은 해 9월에 귀국한 이와쿠라 사절단의 오쿠보 도시미치, 이와쿠라 도모미, 기도 다카요시 등이 내치에 충실해야 한다며 시기상조를 이유로 이를 반대하자, 10월에 파견 중지가 결정되었다.
정한론이 중지되자 정한론을 주장하던 사람들이 일제히 하야하였으며(메이지 6년 정변), 이때 하야한 사이고 다카모리와 사쓰마 번 무사들이 사족 반란을 일으키며 1874년의 사가의 난부터 1877년의 세이난 전쟁까지의 반정부 운동을 이끌었다가 신정부군의 우세에 의해 참패로 덮쳐지며 사이고가 패전 도중에 야마가타 아리토모(과거 사이고 부하, 당시 신정부군)의 칼에 베이고 자결하였다.

## 1880년대의 정한론
1880년대의 정한론은 자유주의자들에게서 등장했다. 1880년 이후 후쿠자와 유키치 등 일본의 자유주의자들은 군국주의자들에 반대, 조선의 개혁을 일본이 적극 지원하자는 견해를 펼쳤으나 갑신정변 실패 이후 조선의 멸망을 바란다는 시각으로 변모하였다.

### 정한론의 재등장
갑신정변이 실패하고 정변 관련자와 그 일가족에 대한 연좌제, 혹형 등을 시행하면서 후쿠자와 유키치 등은 크게 분노하여 조선의 멸망을 기원하였다. 이후 정한론은 다시 대두되었다.
1880년부터 후쿠자와 유키치는 일본을 방문하는 조선인 청년에게 부국강병론과 신분 제도와 문벌 특권층의 타파 등을 역설하였다. 그는 박규수에게도 지지를 줄 만큼 김옥균, 서재필, 윤치호, 유길준 등의 청년들이 조선을 개혁할 수 있으리라 확신하였다.
1881년 조선은 일본의 서구개화 문명을 배우겠다며 젊은 관료들이 참여한 ‘신사유람단’을 파견해 일본인들의 관심을 끌었다. 또 후쿠자와 유키치가 발행하는 지지신보(時事新報) 등 일본 신문에 조선의 수구당과 개화당의 갈등이 자주 소개되는 등 조선에 대한 일본 대중의 관심이 높아지던 상황이었다. 후쿠자와 유키치는 일본이 선도자가 되어 조선과 중국, 베트남의 개혁과 계몽을 이끌어내야 한다는 이상론에 따라 조선의 춘향전, 별주부전, 흥부전 등의 작품들을 자신의 지지신보와 다른 잡지 등을 통해 일본에 적극 소개하기도 하였다.
후쿠자와 유키치는 일본이 주변국의 개화와 개혁을 지원해야 함을 역설했다. 그는 "조선국은(…) 미개하므로 이를 유인하고 이끌어야 하며, 그 인민 정말로 완고하고 고리타분하므로 이를 깨우치고(…) 끝내 무력을 사용해서라도 그 진보를 도와야 한다."(1882.3)라고 주장하였다. 그는 갑신정변이 터지자 잠수함에 일본 민병대라도 지원하자고 일본 조정에 건의했지만 이토 히로부미의 반대로 무산된다. 한편 갑신정변의 실패로 조선의 개혁은 어려울 것이라고 전망하였다. 그러나 갑신정변 직후 일부 개화파 인사들이 가혹한 형벌을 받고, 가족들은 연좌제로 처단당하는 것을 보면서 조선에 대한 기대감은 경멸과 증오로 변모하였다.
| “ | 조선 인민 일반의 이해 어떤지를 논할 때는 멸망이야말로 오히려 그들의 행복을 크게 하는 방편이다"(1885.8.13) | ” |

갑신정변 관련자들의 처형과 도피 직후 그는 조선독립당의 처형(朝鮮独立党の処刑)이라는 글을 발표하는 한편 조선의 야만적인 형벌을 비인도적이라며 규탄하였다. 1885년 3월 16일에는 시사신보에 '탈아론'을 발표하였다. 이어 1885년 8월에는 지지신보의 사설을 통해 후쿠자와 유키치는 "조선 인민을 위하여 조선 왕국의 멸망을 기원한다'며 조선 정부를 규탄하였다. 그는 "인민의 생명도, 재산도 지켜주지 못하고, 독립 국가의 자존심도 지켜주지 않는 그런 나라는 오히려 망해 버리는 것이 인민을 구제하는 길이다."라며 어떤 나라가 조선을 점령하든 새로운 체제가 들어서든 당시의 조선왕국은 멸망하는 것만이 조선 백성들을 속박에서 풀어줄수 있는 지름길로 내다봤다.
갑신정변 당시 관련자와 가족에 대한 연좌제는 후쿠자와 유키치와 이노우에 가오루 등을 비롯한 자유주의 지식인들에게 충격을 주었다. 결국 후쿠자와 유키치는 부패하고 견고한 조선 체제의 '멸망이야말로 오히려 조선 인민들의 행복을 크게 하는 방편'이라고 냉소하게 된다.

### 조선 정벌 미수 사건
1885년말 김옥균의 처소를 자주 출입하던 일본 자유당계 무사들이 오사카에 모여서 "조선 토벌을 위해 무장 집단을 파견하자"는 음모를 꾸미다가 발각되었다. 이들의 조선 정벌 주장은 일본 사회에 화제가 되었고, 이는 곧 정한론으로 발전한다.
이 일은 일본의 대륙 침략 세력의 선봉대가 기도한 음모로 김옥균은 전혀 알 리가 없었지만, '오사카 사건'은 김옥균을 배척하려는 무리들의 악의에 찬 선전에 좋은 구실을 제공했다. 곧 "김옥균이 일본인 장사대(壯士隊)를 이끌고 조선에 침공할 계획을 세우고 있다"는 이야기가 일본은 물론 청나라 조정에까지 전해져, 청나라의 리훙장은 김옥균 일행을 단단히 구속해두라고 일본 정부에 요구했다. 이 사건을 계기로 일본 정부는 은근히 김옥균에게 일본에서 떠날 것을 종용했다.

### 김옥균 암살 이후
김옥균의 부관참시는 프랑스인, 일본인, 미국인 등 외국인 기자들에 의해 외국으로 보도되었다. 그런데 이같은 조선 정부의 조처에 일본 지식인층의 여론이 들끓기 시작하였다. 후쿠자와 유키치 등 일본의 개화 지식인들 사이에서 조선인들은 반문명적인 야만인들이며 이와 같은 조선인들의 비인도적인 테러 행위, 생명 경시 현상을 방치해야 되는가 하는 주장이 나타나기 시작했다. 후쿠자와 유키치, 이노우에 가오루 등은 바로 조선인들의 야만성과 폭력성을 규탄하였다.
일본의 지식인들은 김옥균 추도회 또는 김옥균 기념회, 김옥균 연구회 등을 조직하여 연일 추모 모임을 갖는 것이었다. 일본측의 기록에 의하면 1894년 4월 21일에는 간다니시키정(神田錦町)의 금휘관(錦輝館)에서 '김옥균 사건 연설회'가 열렸고, 여기서 조선 정부의 야만성을 대대적으로 성토하였다. 4월 23일에는 일본 정계의 유력자 1백여 명이 모여서 '대외경파간친회'라는 모임이 아사쿠사(淺草)에 있는 혼간지(本願寺)에서 열렸는데 대단한 성황이었다고 되어 있다.
아오야마의 외인 묘지에 서 있는 김옥균 묘와 비석에는 박영효가 비문을 짓고 이준용(李埈鎔)이 글씨를 쓴 것으로 되어 있지만, 실상 그 비문을 돌에 직접 조각한 이는 유길준이었다.

## 평가
정한론은 일본 교과서 역사 왜곡 논란에서 자주 지적되는 내용이다. 많은 일본 교과서에서 정한론과 자유민권운동을 연관시켜 설명하고 있다. 후소샤에서 발행한 교과서에서는 정한론의 배경으로 조선 정부의 무례함을 들고 있다. 또한 사이고 다카모리를 무사도 정신에서 조선을 개방시키려는 사람으로 설명하고 있는데, 이를 두고 사이고 다카모리와 정한론을 미화하고 있다는 지적도 있다.

## 같이 보기
| - 팔호사건 - 일본의 국내 이슈였던 정한론을 국제적 이슈로 만든 계기 - 일본 서기 - 정한론의 기본바탕 - 일본의 정치극단주의 - 삿초 동맹 - 조선의 일본 국서 거부 - 요시다 쇼인 - 사이고 다카모리 - 임진왜란 - 문명 개화론 - 팔굉일우 - 일진회 - 운요 호 사건 - 동학 농민 운동 - 청일 전쟁 - 러일 전쟁 - 갑신정변 - 갑오개혁 - 을미사변 | - 후쿠자와 유키치 - 이노우에 가오루 - 고토 쇼지로 - 이와쿠라 도모미 - 산조 사네토미 - 하나부사 요시모토 - 소에지마 다네오미 - 오토리 게이스케 - 이노우에 요시카 - 이토 히로부미 - 미우라 고로 - 오카모토 류노스케 - 하야시 곤스케 - 김옥균 - 박영효 - 윤치호 - 흥선대원군 - 김홍집 - 민영기 |

## 참고 자료
- 이 문서에는 다음커뮤니케이션(현 카카오)에서 GFDL 또는 CC-SA 라이선스로 배포한 글로벌 세계대백과사전의 "왕권의 재확립과 쇄국책" 항목을 기초로 작성된 글이 포함되어 있습니다.